# ゲキタイレンジャー
『ゲキタイレンジャー』は、フジテレビ系列にて2018年に2回放送されたバラエティ番組及び特別番組。

## 概要
日本ではさまざまな害獣に数多くの被害を受けて困っている人達がたくさんいる。その害獣をゲキタイするプロの職人が駆除していくドキュメンタリーバラエティ番組。
MCはオードリーと指原莉乃が務める。
番組ロゴマークは「ャ」の下に伸ばし棒の「ー」が入っており、さながらスーパー戦隊シリーズを意識したものになっている。

## 放送データ
| 回数  | タイトル                                  | 放送日                  | 放送時間（JST） | 備考                 |
| ----- | ----------------------------------------- | ----------------------- | --------------- | -------------------- |
| 第1回 | 凶暴害獣vs職人の技 ゲキタイレンジャー     | 2018年2月11日（日曜日） | 19:57 - 21:54   | 『ニチファミ!』枠    |
| 第2回 | ゲキタイレンジャー2〜凶暴害獣vs職人の技〜 | 2018年8月10日（金曜日） | 19:57 - 21:55   | 『金曜プレミアム』枠 |

## 出演者
MC
- オードリー（若林正恭・春日俊彰）
- 指原莉乃

ナレーター
- 広中雅志

## ネット局
第1回
第2回

## スタッフ
第2回（2018年8月10日放送）
- 企画：情野誠人
- 構成：木南広明、林田晋一
- TD：藤田勝巳
- CAM：植松賢一
- VE：佐野裕一
- 音声：盛田治尉（第1回 -）
- 照明：藤沢勝
- TK：小島陽子
- 音効：岡沢秀二
- CG：奥田真也
- タイトル：リトルベア、グレートインターナショナル
- デザイン：飯塚洋行
- 美術プロデューサー：森健彦
- 美術進行：太田菜摘
- スタイリスト：山下友子
- 編集：今井敏明
- MA：橋本光平
- 技術協力：fmt、フジアール、e-naスタジオ
- 映像協力：アフロ、ゲッティ、アマナ（アマナ→第1回 -）、PIXTA、JUKIN MEDIA
- 撮影協力：防除研究所、パルソフトウェアサービス、日本工機
- リサーチ：tesoro（第1回 -）
- 広報：高橋慶哉
- AD：三澤栄仁、二宮啓、湯浅遼（湯浅・二宮・三澤→第1回 -）、對馬美沙子
- ディレクター：若松芳行、久野和洋、冨田雅也、峰尾圭一
- プロデューサー：田本紀子
- 演出：有田武史
- 協力：スマイト・ピクチャーズ
- 制作協力：D:COMPLEX
- 制作著作：フジテレビ

### 過去のスタッフ
- 企画：東園基臣（第1回）
- 構成：キンダイチ（第1回）
- CAM：陳尾博幸、三上直人（2人共→第1回）
- VE：酒地一則（第1回）
- AUD：堀田博之（第1回）
- 照明：奥山大介（第1回）
- 大道具製作：内海靖之（第1回）
- 大道具操作：中本晃幸（第1回）
- アクリル装飾：相田雄一（第1回）
- メイク：梁川知美（第1回）
- 編集：星貴仁（第1回）
- MA：船木優（第1回）
- 撮影協力：八重山ネイチャーエージェンシー、体感型動物園Zoo（2社共→第1回）
- リサーチ：リベラス（第1回）
- 制作進行：市川義信（第1回）
- AD：太田直登、三瓶栞奈（2人共→第1回）